# Here with Me (canção de Dido)
"Here with Me" é uma canção da cantora inglesa Dido e o seu primeiro single solo para o álbum de estreia No Angel. Foi a própria que escreveu a música, juntamente com Pascal Gabriel e Paul Statham. O single foi lançado originalmente em 1999 e só mais tarde na Europa e no Reino Unido.
A canção foi usada como tema musical na série americana dramática Roswell. Depois do relançamento do álbum de estreia da cantora em 2001, o single foi escolhido como primeiro e posicionou-se na quarta posição nas tabela musical UK Singles Chart, tornando-se o segundo top 5 da cantora, seguido de "Stan".

## Videoclipe
Dois distintos vídeos foram feitos para a faixa. A primeira versão foi gravada em 1999 e dirigida por BigTV nos Estados Unidos, mas foi em baixa qualidade e a preto e branco. Uma nova versão com melhor qualidade e filmada em Toronto, foi lançado em Agosto de 2000 e foi dirigido por Liz Friedlander. A segunda versão foi lançada como oficial.

## Uso em filmes e televisão
A canção entrou na comédia romântica Love Actually e foi incluída na trilha sonora do filme. Entrou ainda em 2000 no filme Bounce.
Foi ainda usada como tema musical na série americana dramática Roswell. Foi ainda usada na série da NBC, ER.

## Outras versões
Sarah Brightman fez uma nova versão da canção para o seu  álbum La Luna.

## Faixas

### 2001 Lançamento no Reino Unido/Europa
1. "Here with Me" (Edição de Rádio) 04:05
2. "Here with Me" Dave (Lukas Burton Mix) 03:55
3. "Here with Me" (Chillin' With The Family Mix) 05:16
4. "Here with Me" (Parks & Wilson Homeyard Dub) 06:02

### 2001 Lançamento no Japão
1. "Here with Me" (Edição de Rádio) 04:05
2. "Here with Me" (Lukas Burton Mix) 03:55
3. "Here with Me" (Chillin' With The Family Mix) 05:16
4. "Here with Me" (Parks & Wilson Homeyard Dub) 06:02
5. "Thank You" (Deep Dish Dub) 10:40

## Desempenho

### Posições
| Tabelas musicais (1999-2000)                  | Melhor posição |
| --------------------------------------------- | -------------- |
| Russian Singles Chart                         | 1              |
| Spanish Singles Chart                         | 1              |
| Portuguese Singles Chart                      | 1              |
| New Zealand Singles Chart                     | 3              |
| UK Singles Chart                              | 4              |
| French Singles Chart                          | 3              |
| Swiss Singles Chart                           | 3              |
| Finnish Singles Chart                         | 4              |
| Belgian Singles Chart (Flanders)              | 5              |
| Norwegian Singles Chart                       | 6              |
| Austrian Singles Chart                        | 8              |
| Mexican Singles Chart                         | 8              |
| Danish Singles Chart                          | 10             |
| Swedish Singles Chart                         | 15             |
| German Singles Chart                          | 18             |
| Dutch Singles Chart                           | 21             |
| Belgian Singles Chart (Wallonia)              | 23             |
| Italian Singles Chart                         | 32             |
| U.S. Billboard Hot Adult Top 40 Tracks        | 17             |
| U.S. Billboard Bubbling Under Hot 100 Singles | 8              |